# JR西日本221系電車
221系列车是1989年登場的西日本旅客鐵道（JR西日本）的直流電近郊型電車。

## 概要
这是JR西日本首次设计和制造的列車。在1987年4月國鐵分割民營化后，作为新生JR西日本的象征，引入到东海道・山阳本线（琵琶湖线，JR京都线，JR神户线）和关西本线（大和路線）等关西私营铁路竞争激烈的都市网络（京阪神地区）。
1990年，獲得第30屆铁道友之会桂冠奖。

### 车身

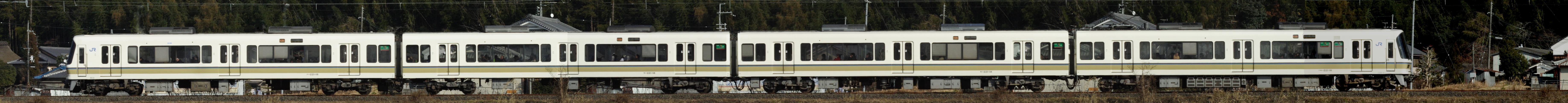
221系4輛編成側面圖（クハ221-18・サハ221-18・モハ221-18・クモハ221-18）

## 车辆概览

### 車廂內

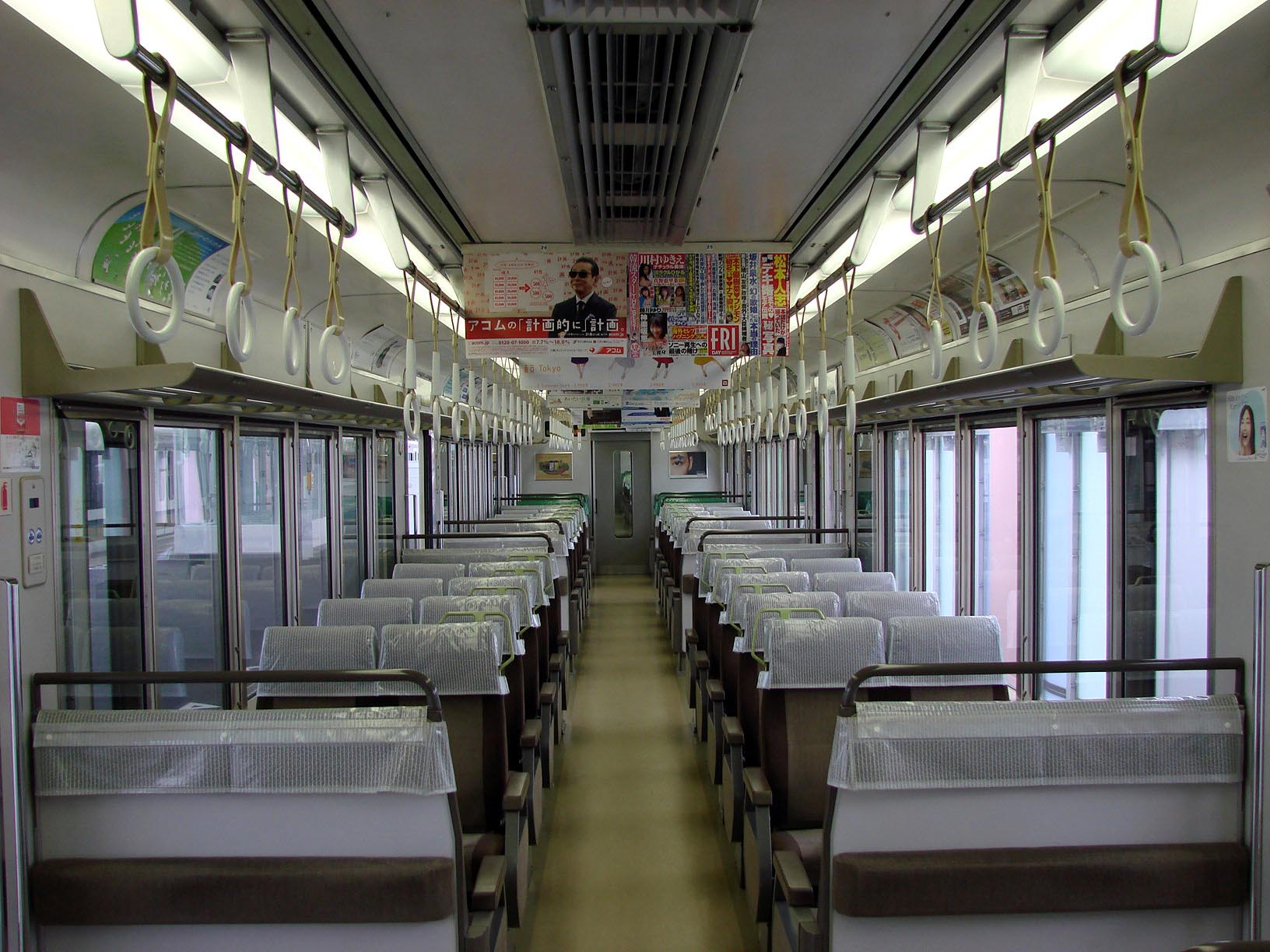
车内（原型车）
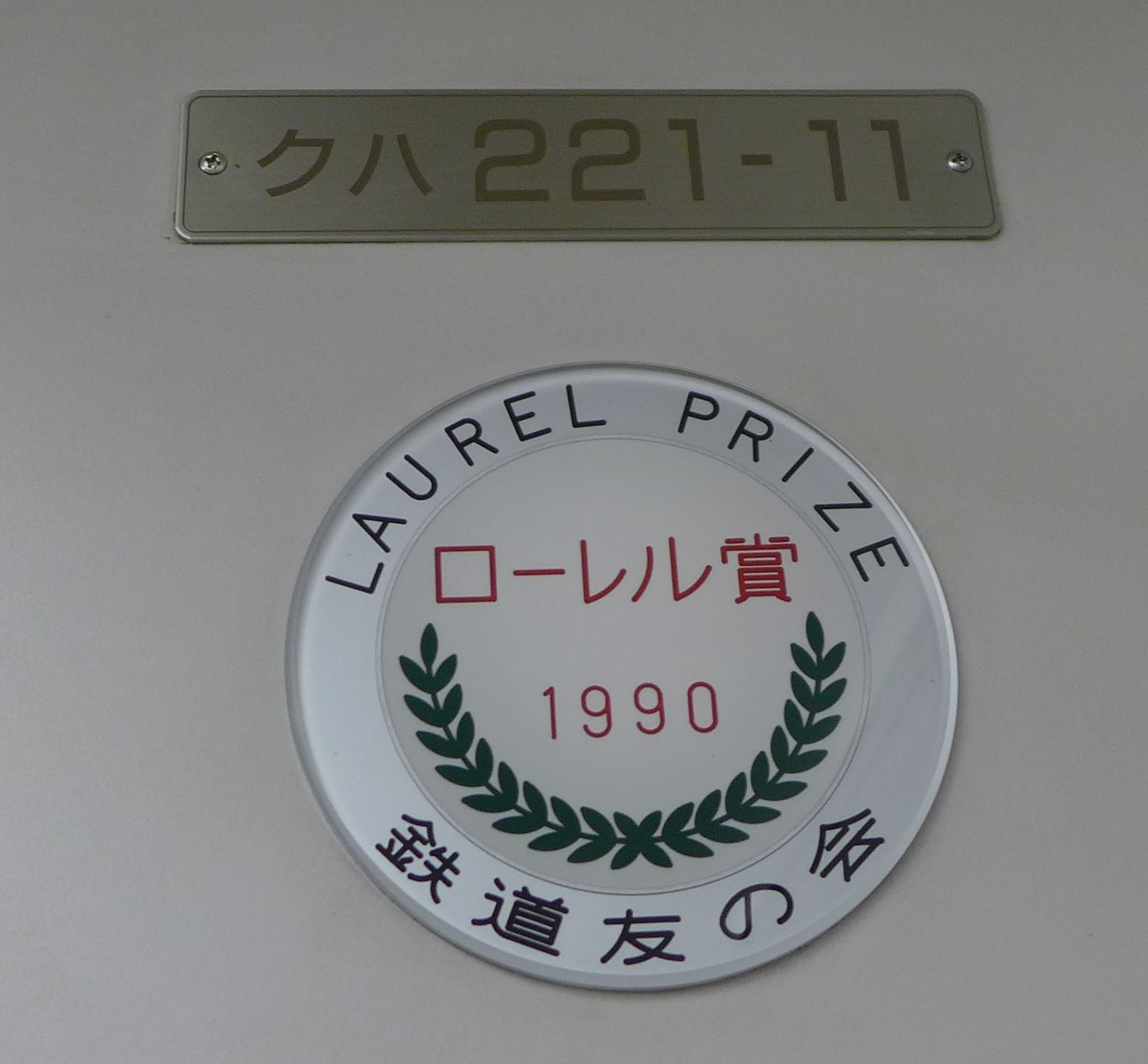
月桂奖纪念盘
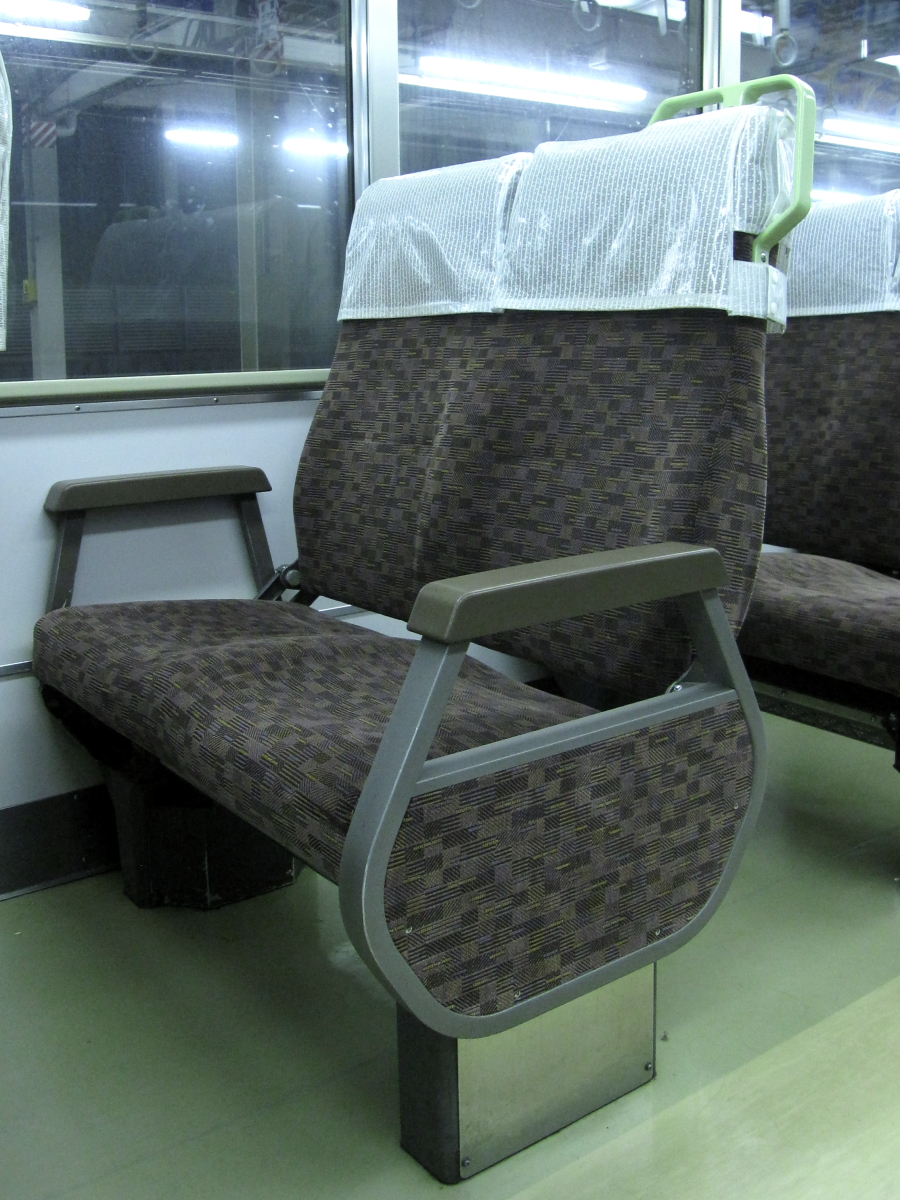
座位改为 225 系款式的花紋
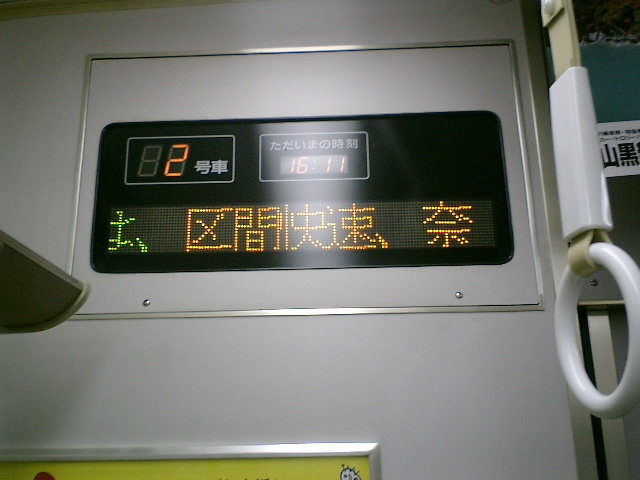
车载資訊显示装置（原型车）

### 全彩LED侧面目的地显示

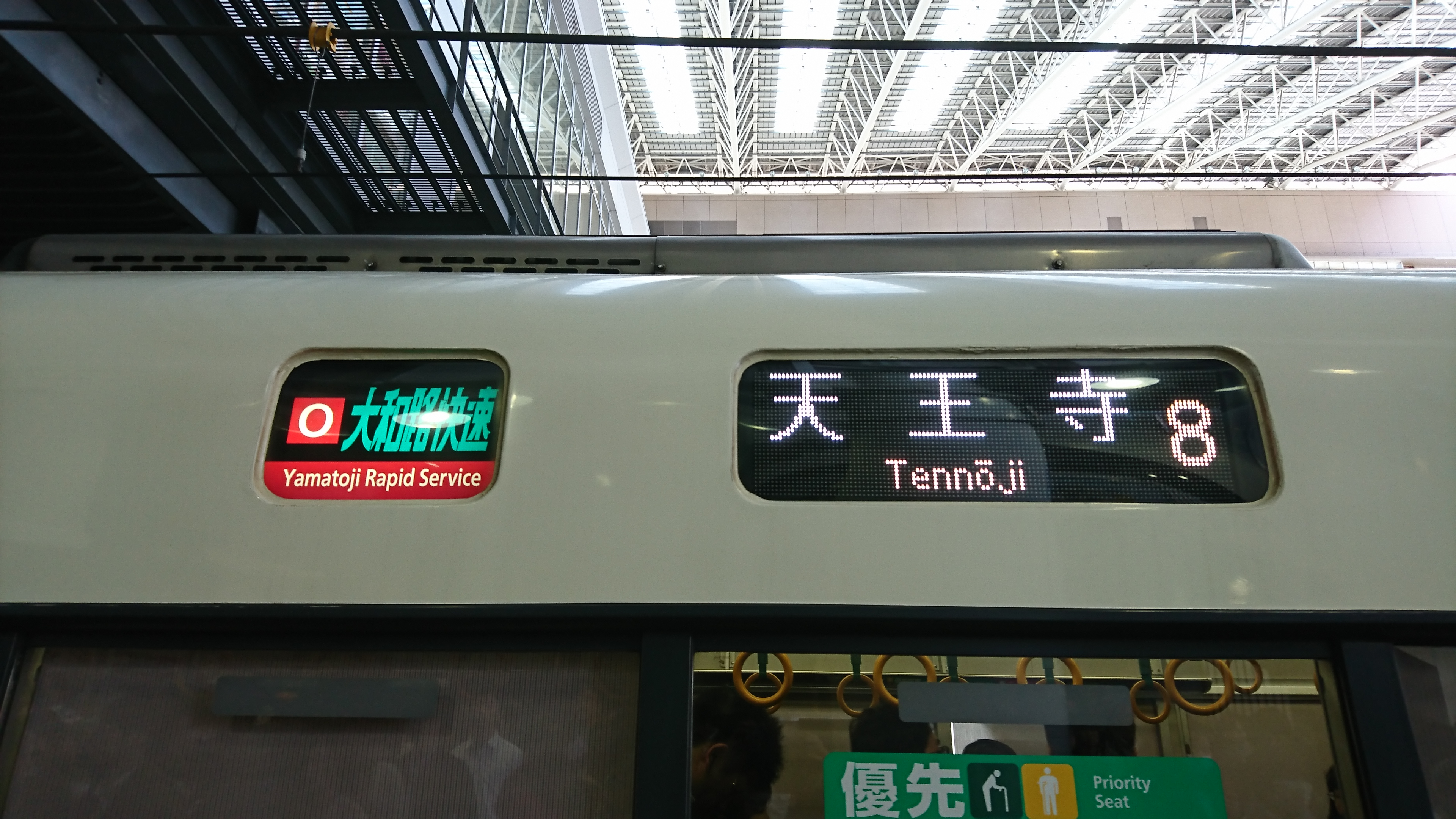
侧面带有全彩 LED 目的地指示灯的车辆

### 主要機械
| 格式         | 格式         | WMT61S  | WMT64S  |
| ------------ | ------------ | ------- | ------- |
| 最高运行速度 | 最高运行速度 | 4,579转 | 4,579转 |
| 最高 端电压  | 供电         | 450V    | 900V    |
| 最高 端电压  | 刹车时       | 950V    | 1,050V  |
| 最大允许电流 | 最大允许电流 | 720A    | 360A    |

## 批次解説

### 1・2次車

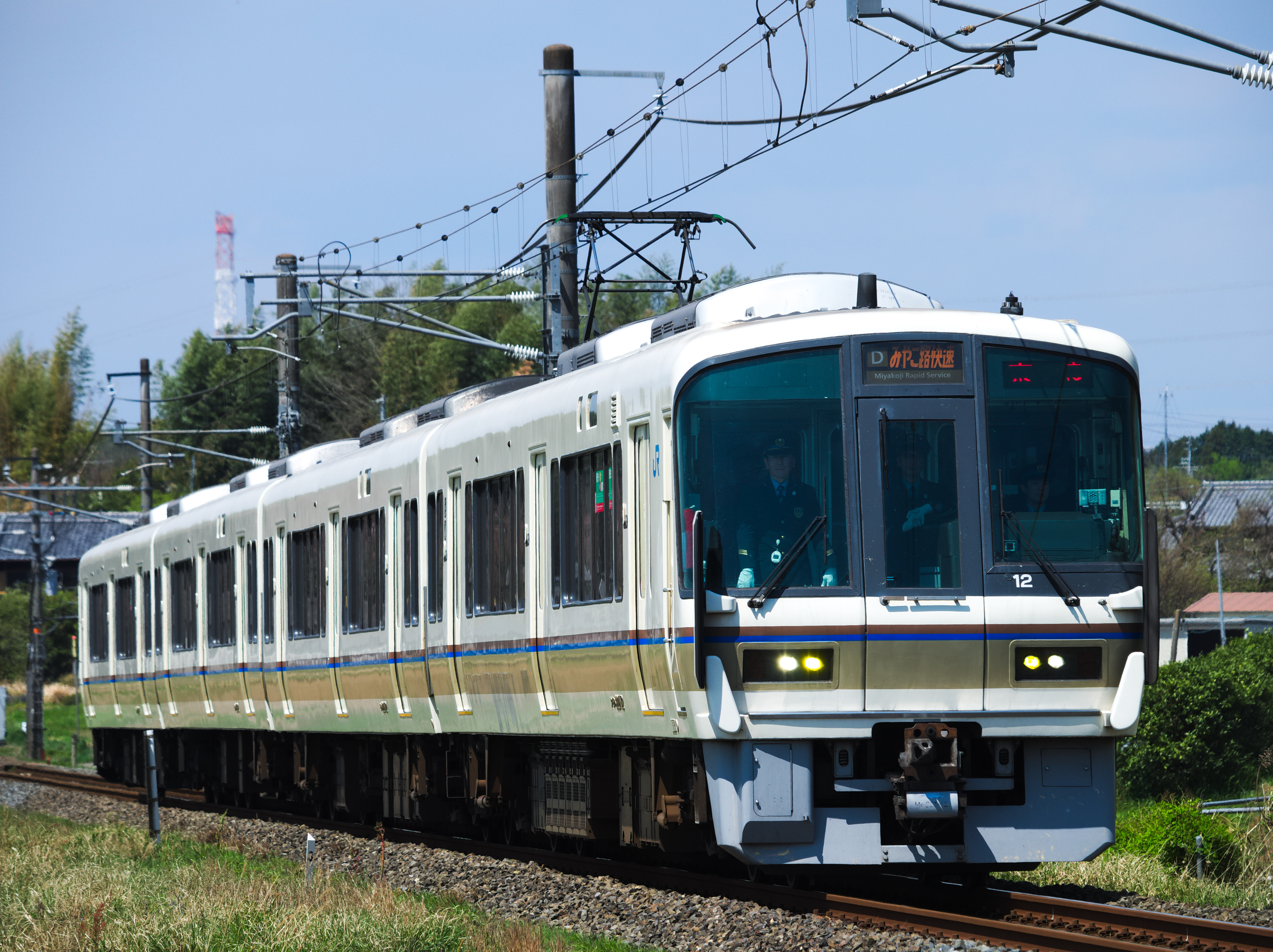
1次車
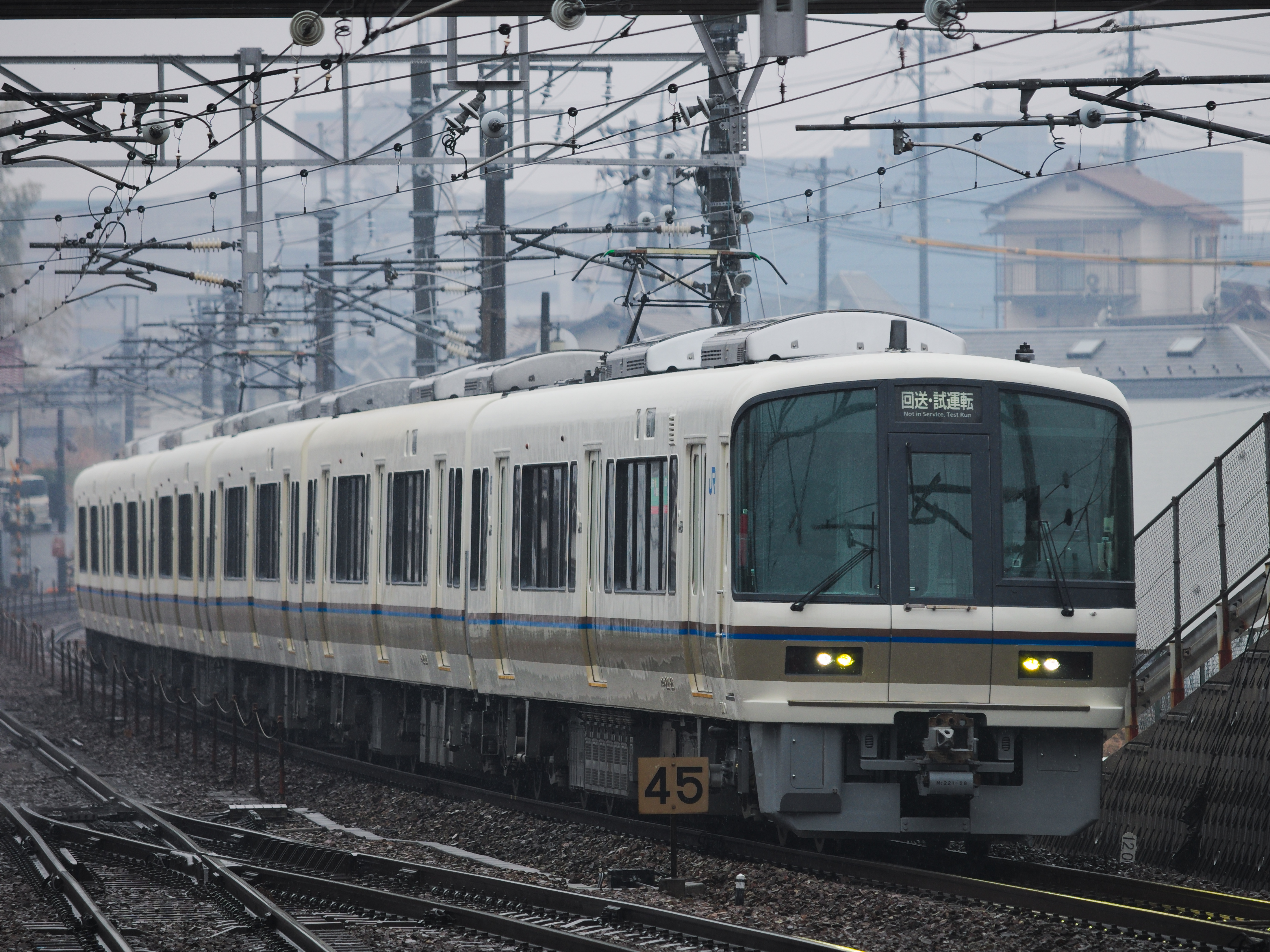
2次车

### 3・4次車

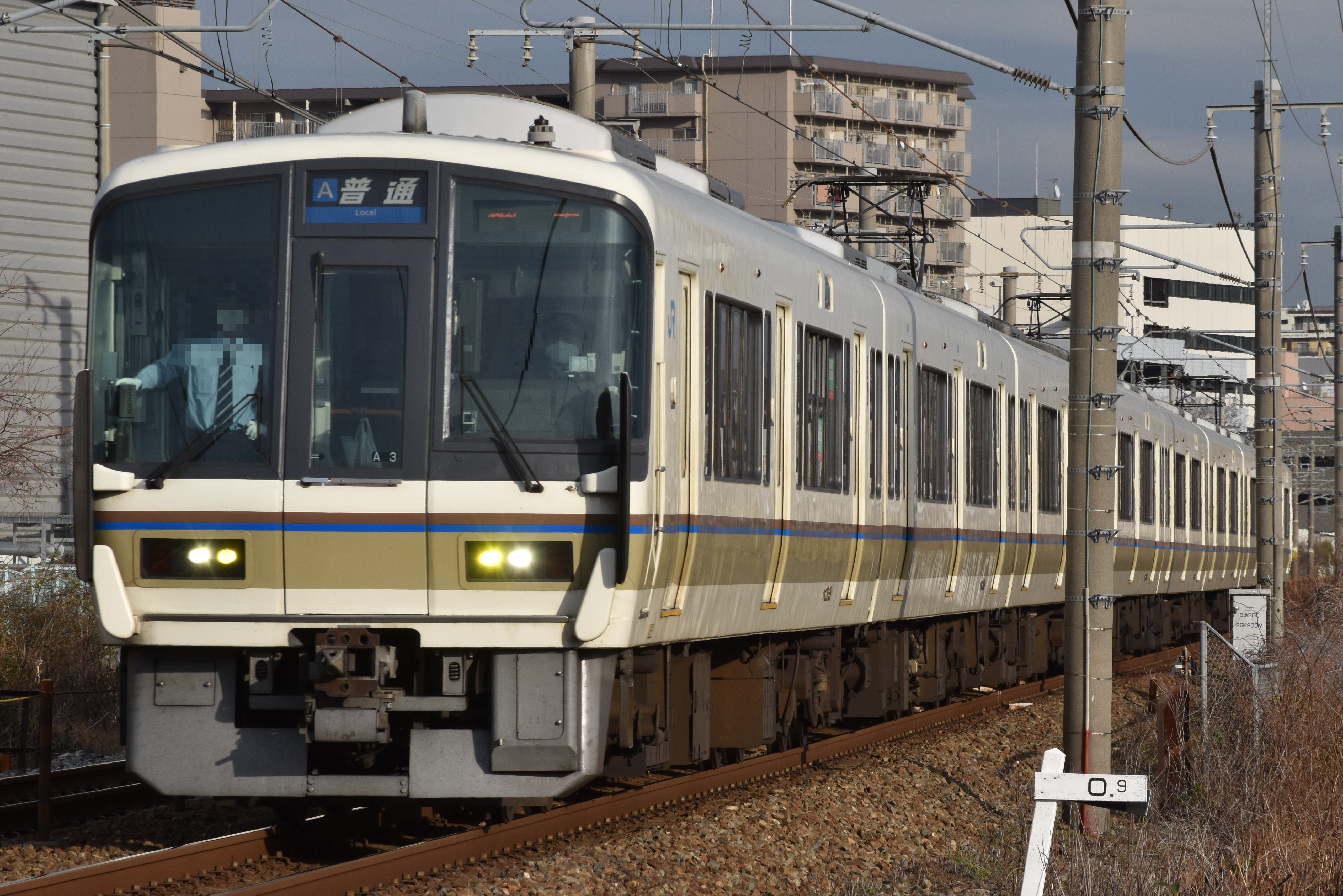
3次车
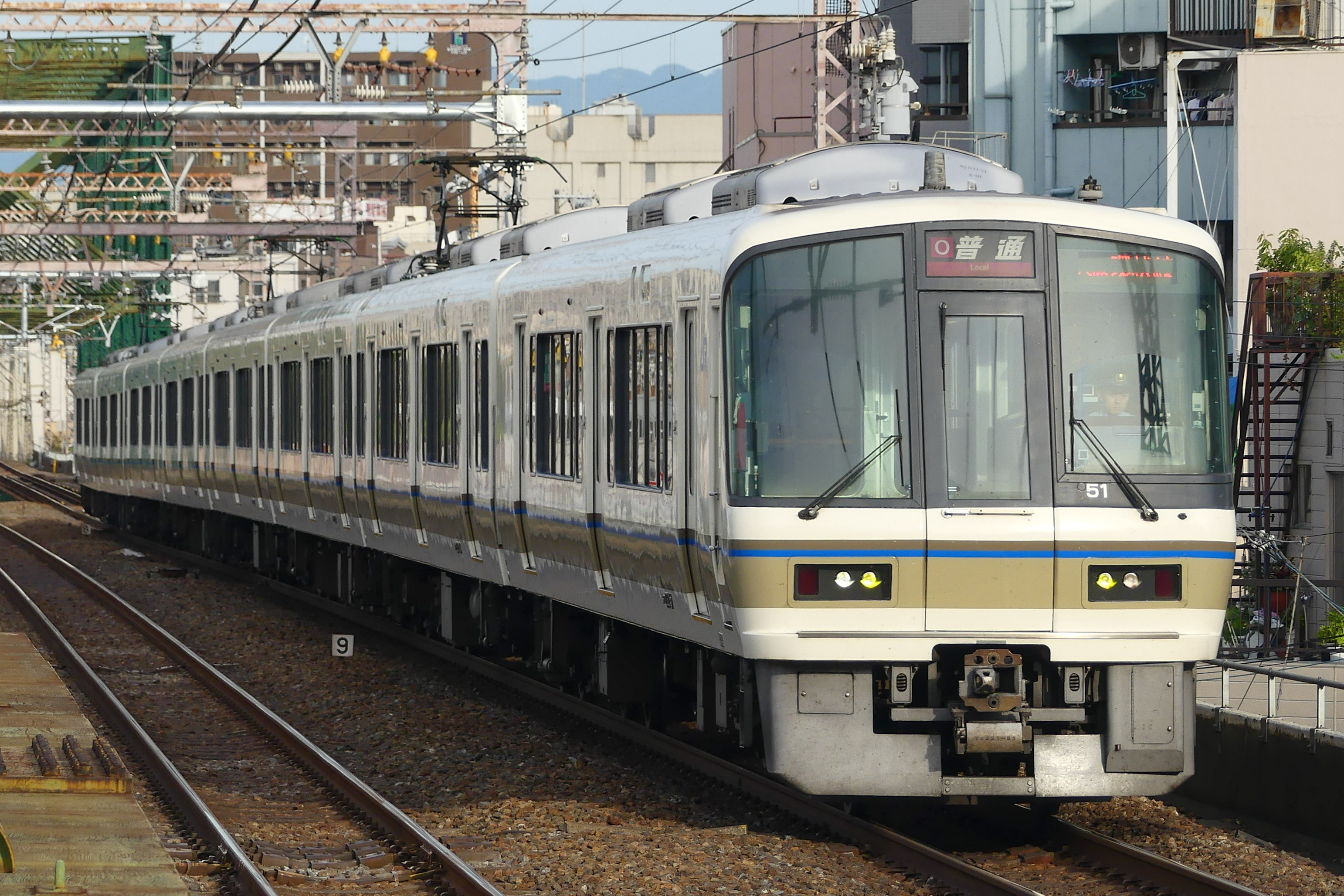
4次车

### 5次車

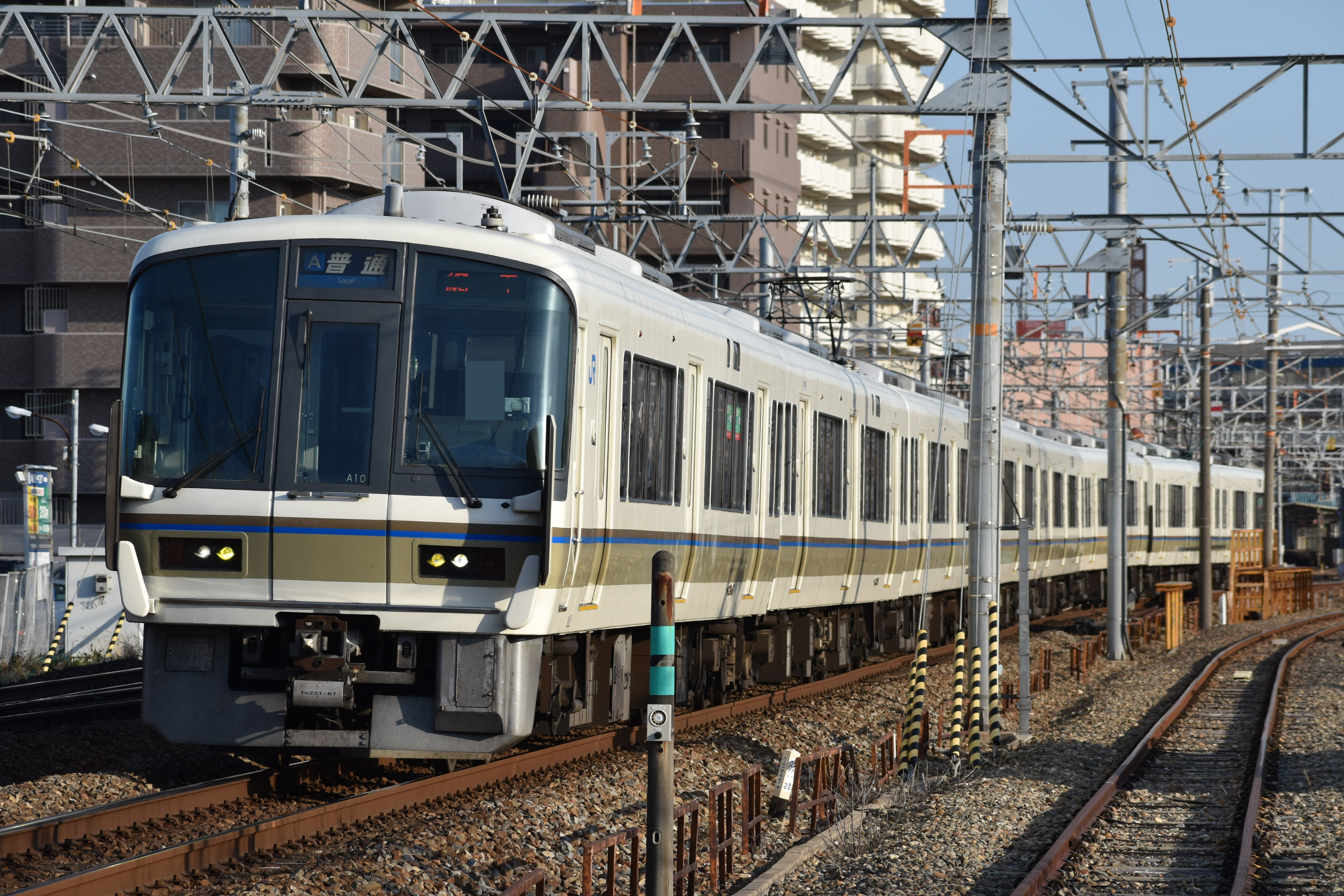
5次車

### 6次車

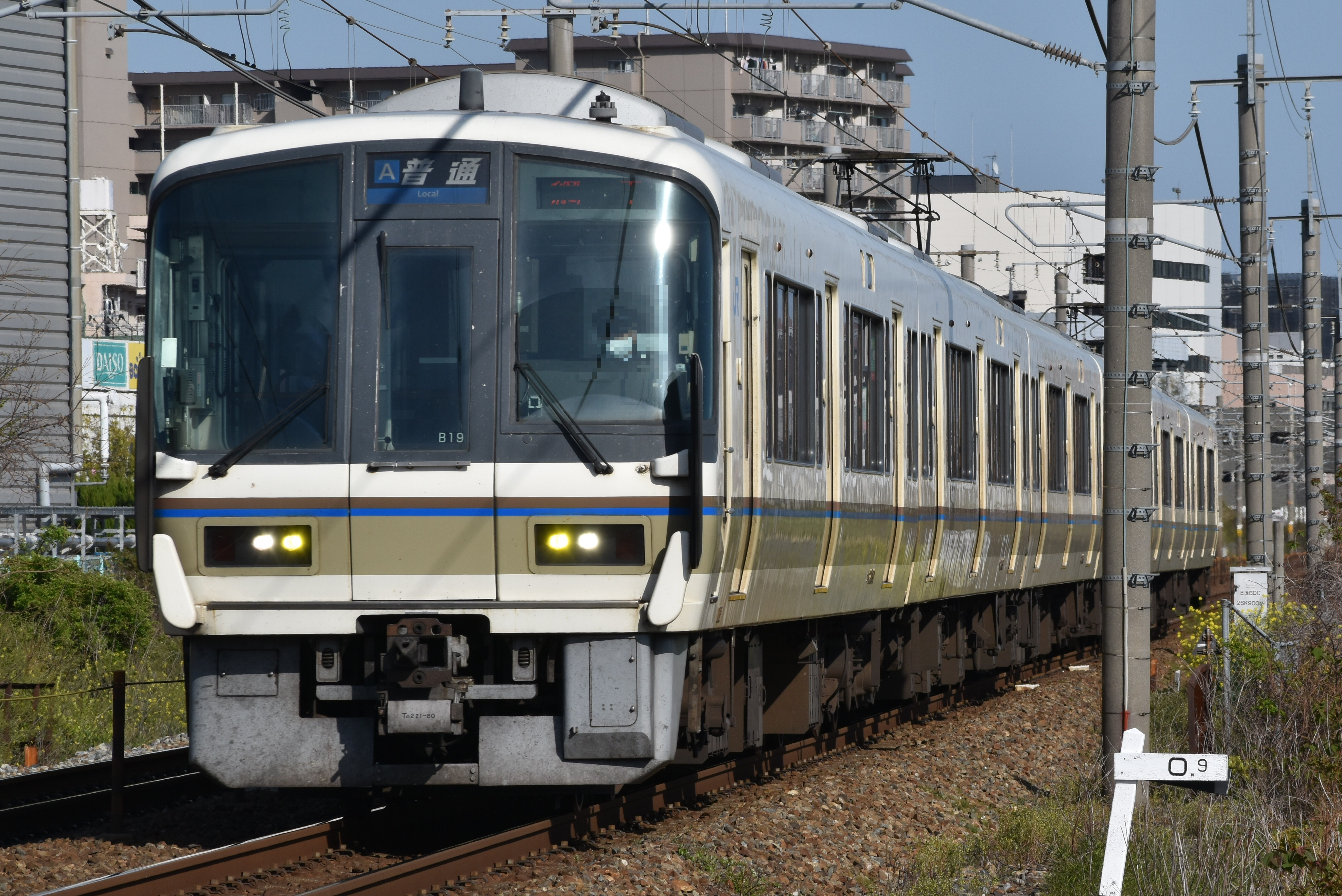
6次車

## 改造

### 改善工程

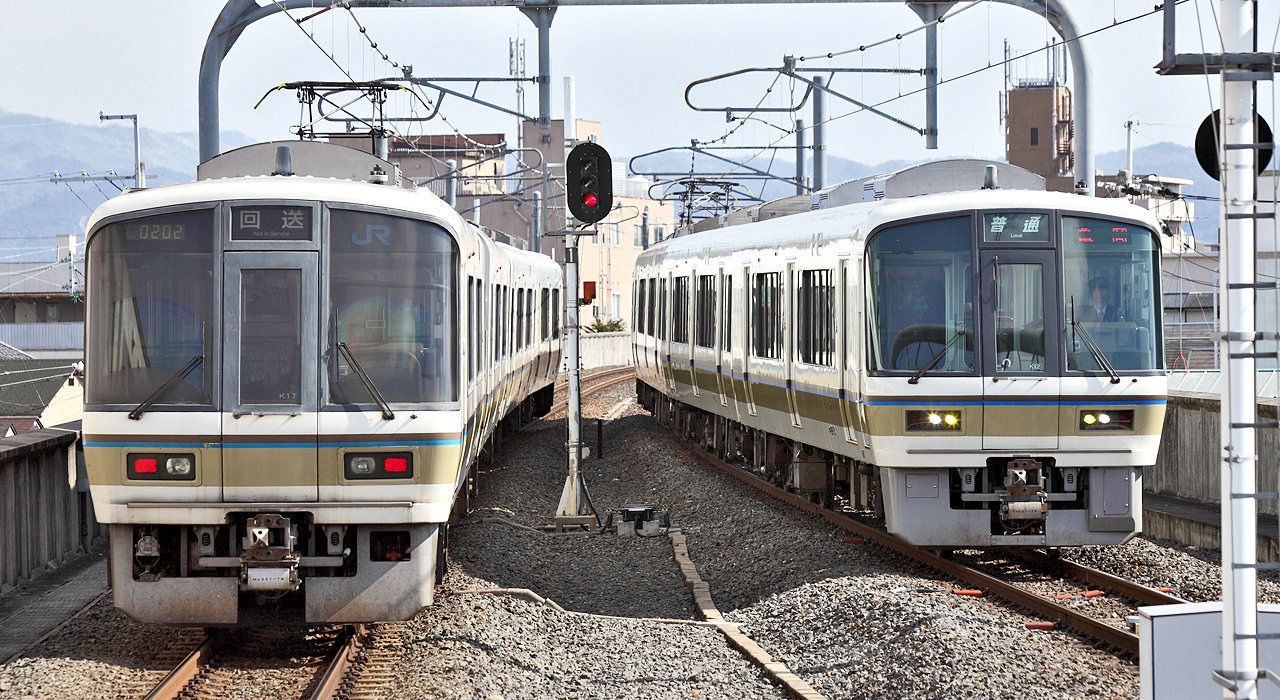
完成改善工程的车辆（右）和尚未进行施工的车辆（左）

| 施工年度 | 施工工場 施工輛数 | 施工工場 施工輛数 | 所屬箇所 完工車輛百份比 | 所屬箇所 完工車輛百份比 | 所屬箇所 完工車輛百份比 | 合計     |
| 施工年度 | 吹田              | 下関              | 網干                    | 奈良                    | 京都                    | 合計     |
| -------- | ----------------- | ----------------- | ----------------------- | ----------------------- | ----------------------- | -------- |
| 2012年   | 12                | 0                 | 0/152 0%                | 4/226 2%                | 8/96 8%                 | 12 3%    |
| 2013年   | 98                | 16                | 32/152 21%              | 66/226 29%              | 28/96 30%               | 126 27%  |
| 2014年   | 62                | 32                | 68/152 45%              | 100/226 44%             | 52/96 46%               | 220 45%  |
| 2015年   | 54                | 42                | 92/152 60%              | 148/226 65%             | 76/96 79%               | 316 67%  |
| 2016年   | 26                | 40                | 58/128 45%              | 234/250 90%             | 92/96 95%               | 384 81%  |
| 2017年   | 18                | 28                | 78/128 61%              | 250/250 100%            | 96/96 100%              | 424 90%  |
| 2018年   | 6                 | 20                | 112/136 82%             | 242/242 100%            | 96/96 100%              | 450 94%  |
| 2019年   | 0                 | 24                | 136/136 100%            | 242/242 100%            | 96/96 100%              | 474 100% |

车身改善车
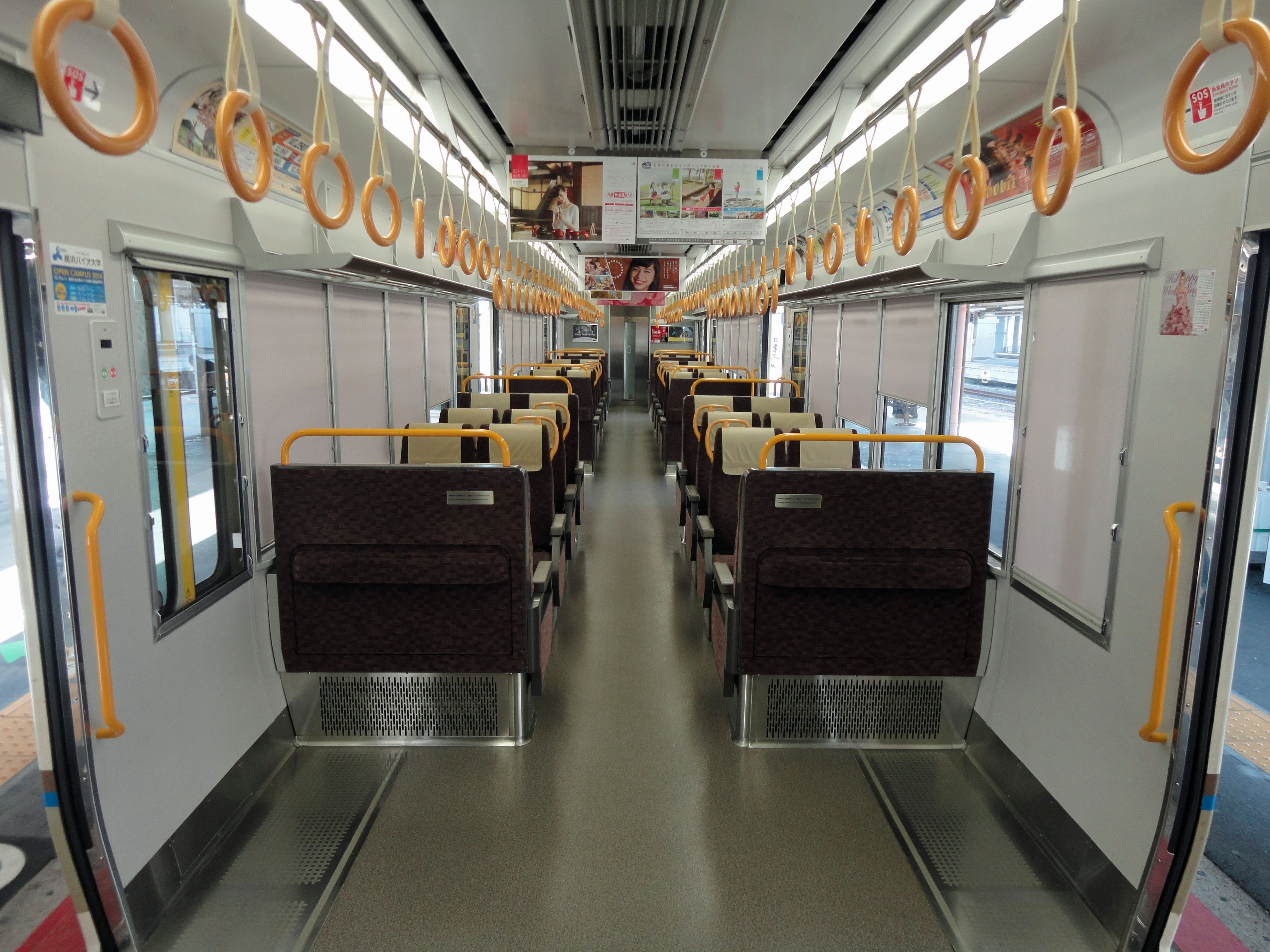
车內
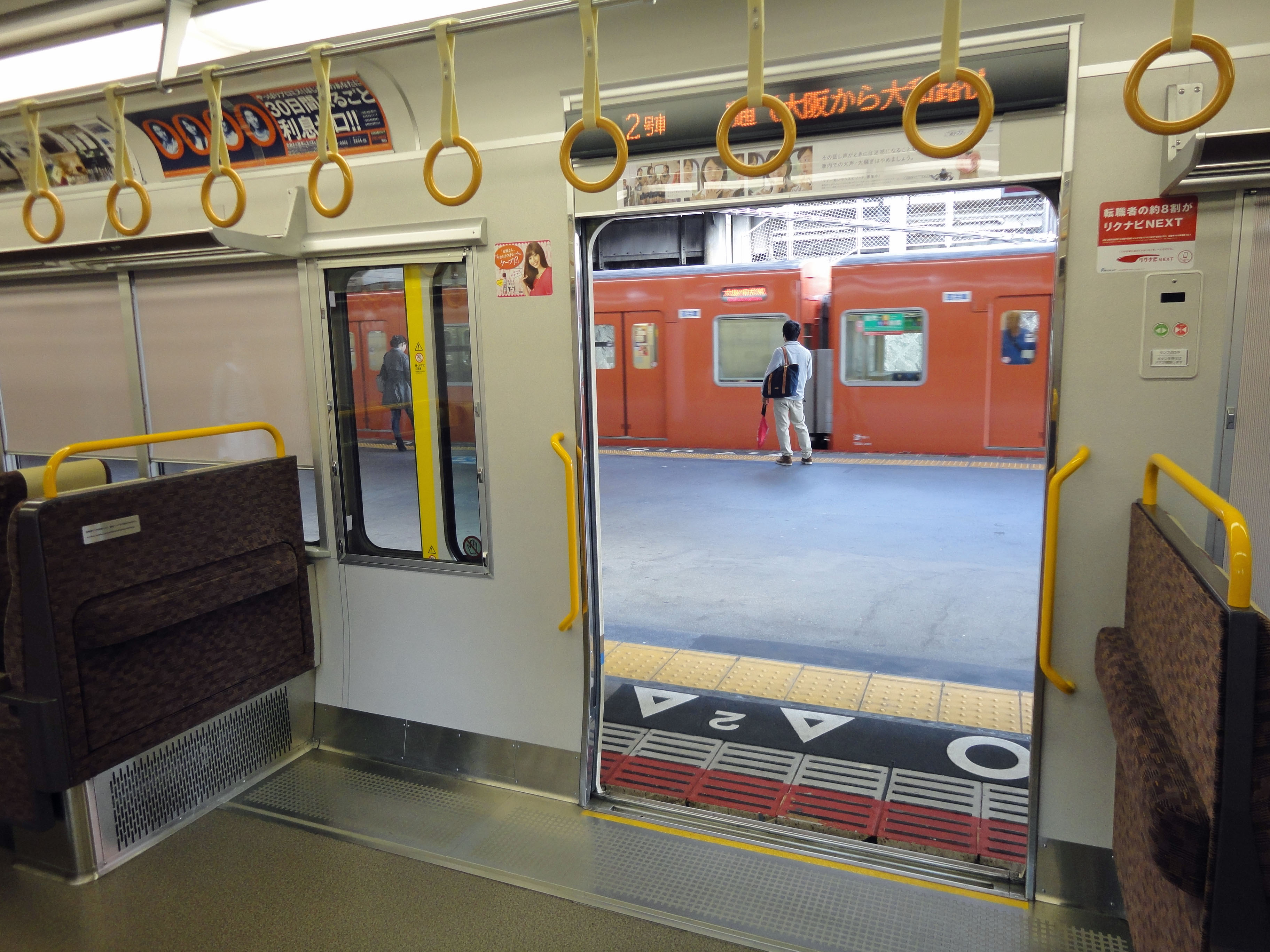
门周围
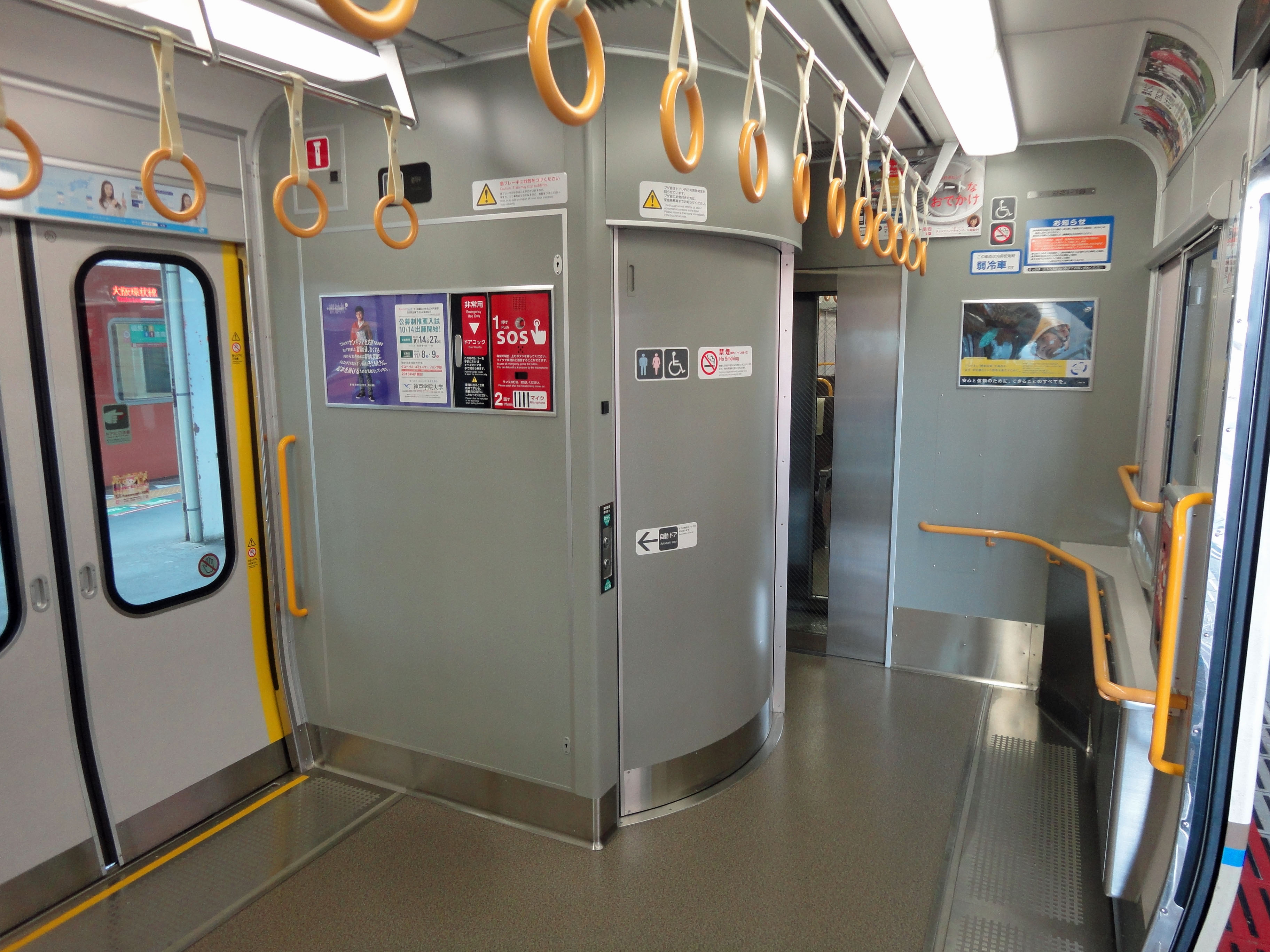
洗手間周围
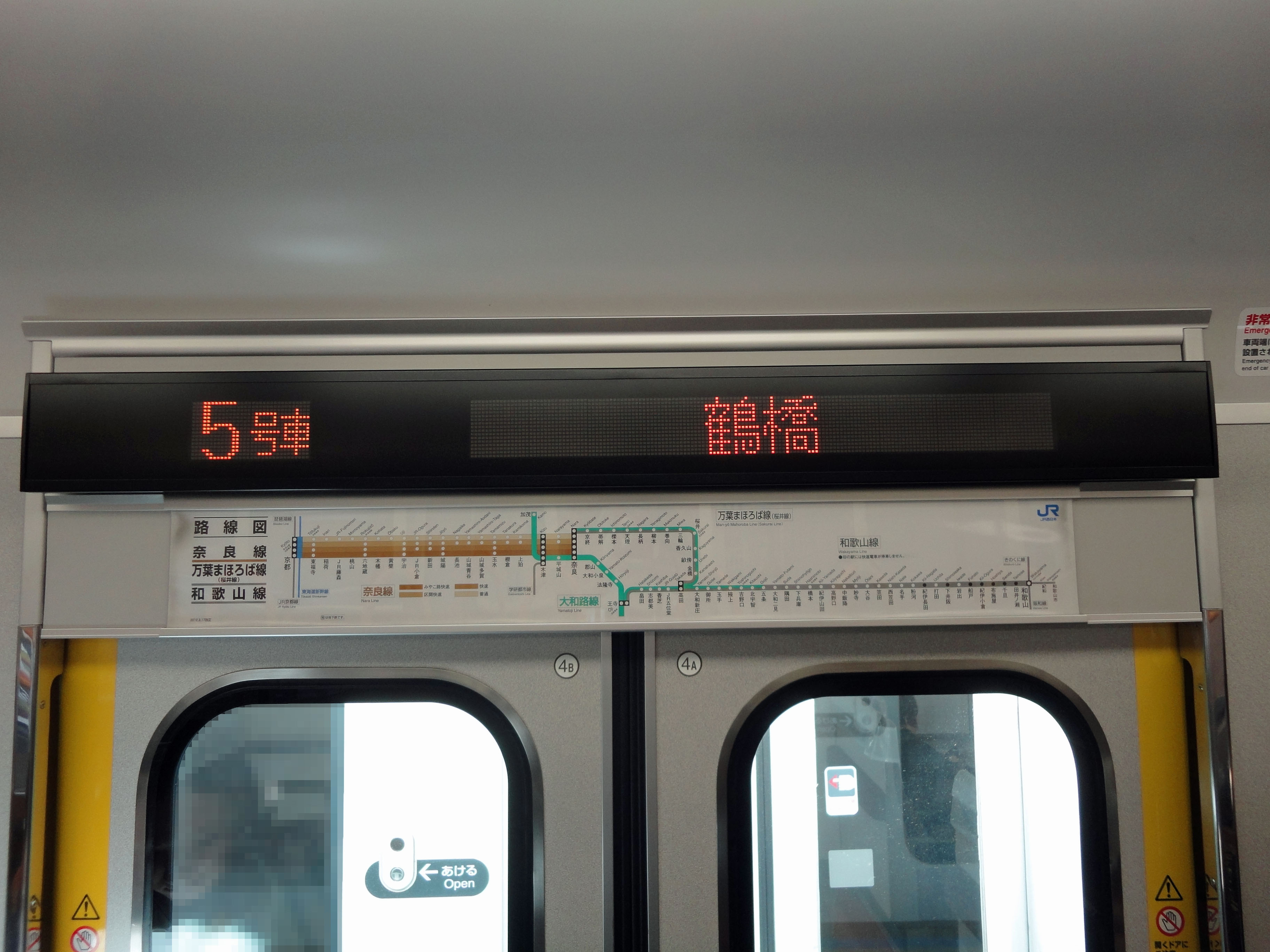
车载資訊显示装置
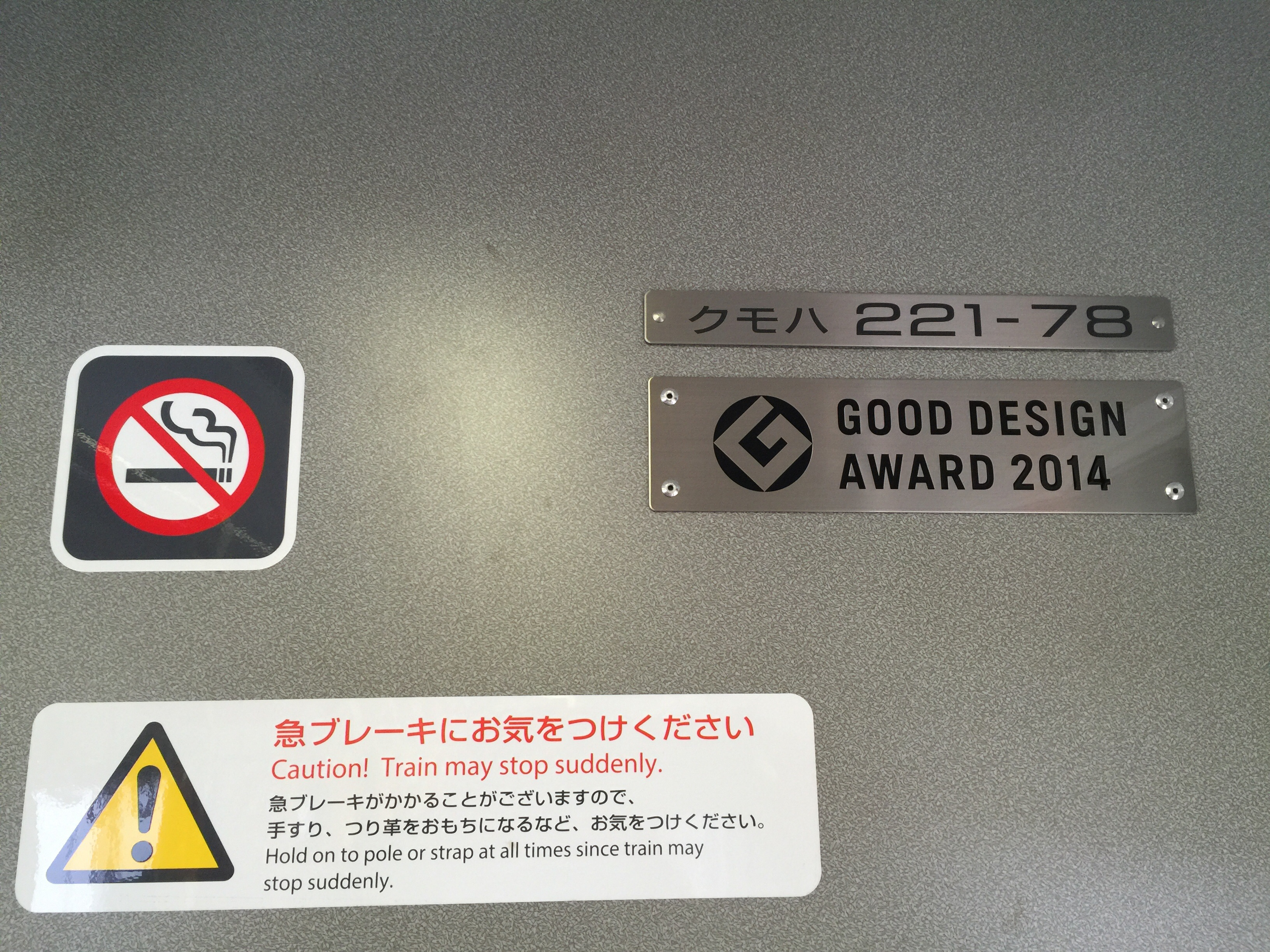
优秀设计奖获奖板
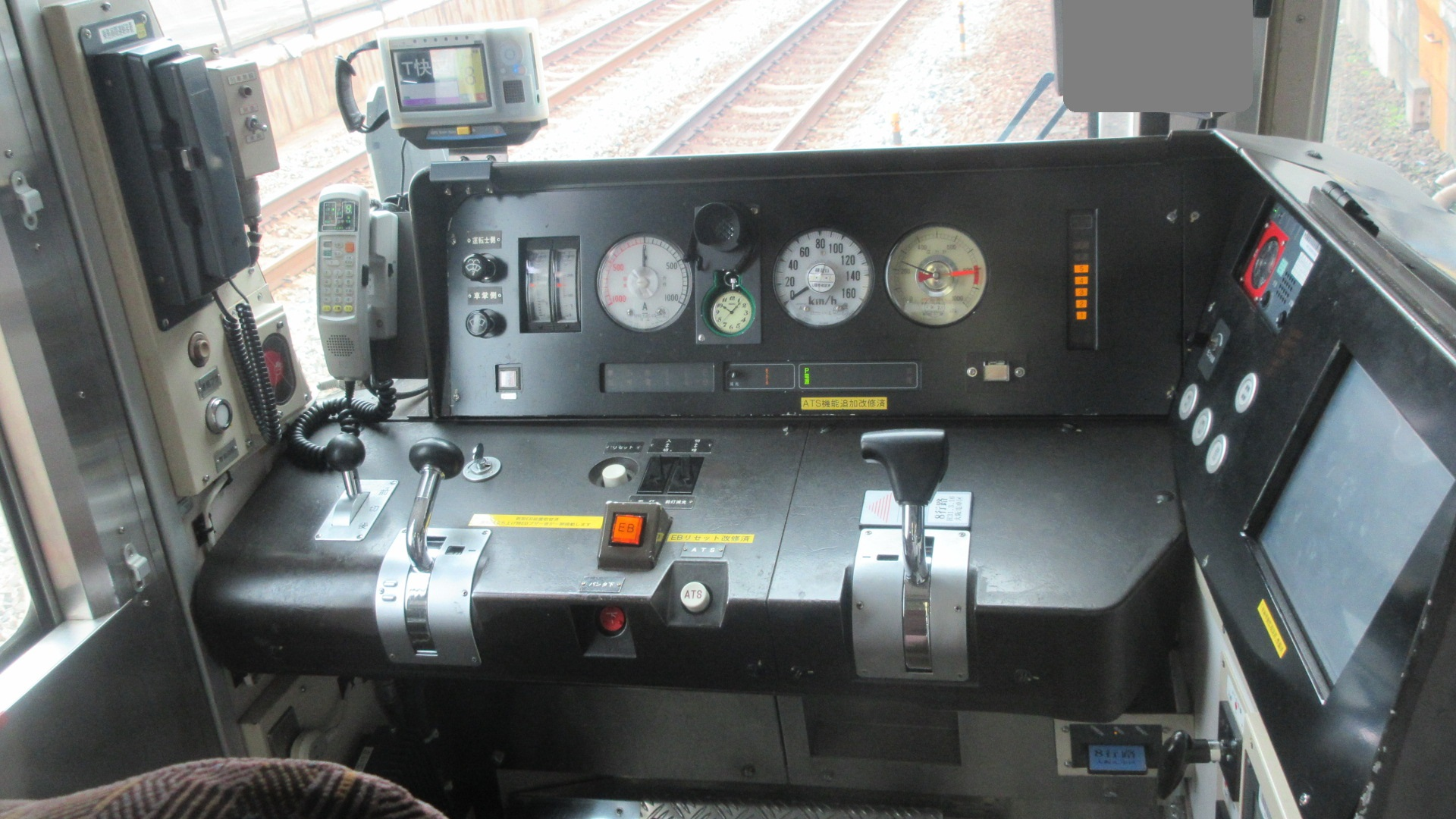
驾驶室（单元未更新）
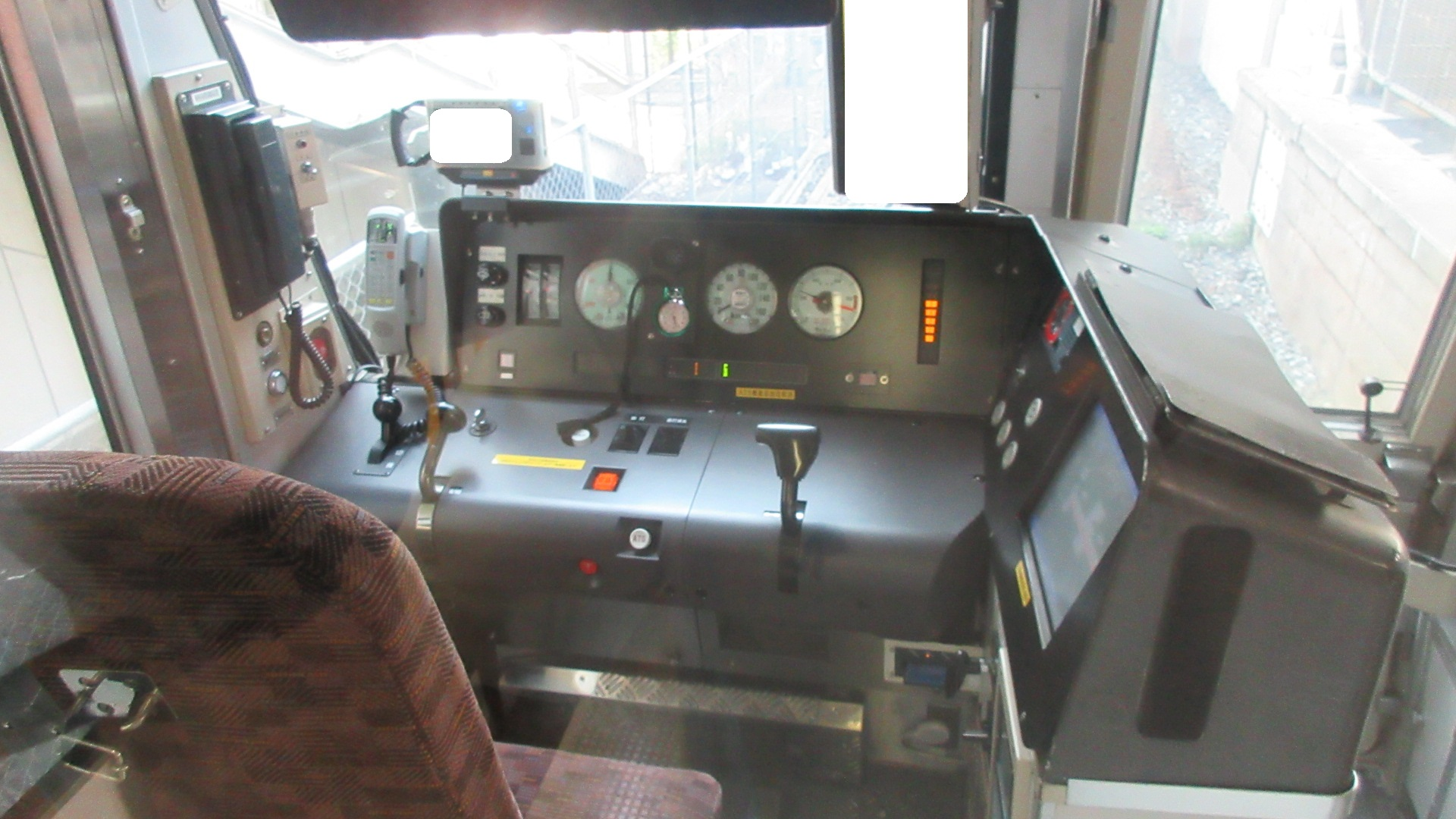
驾驶室（单元更新）

## 車輛配置及運用線區

### 網干綜合車輛所

#### 本所
網干綜合車輛所配置了6輛編成（B編成）11列共66輛。
- 北陸本線（琵琶湖線）：長濱站 - 米原站間
- 東海道本線（琵琶湖線・JR京都線・JR神戶線・JR宝塚線部分）：米原站 - 神戶站間
- 山陽本線（JR神戶線部分）：神戶站 - 上郡站間
- 赤穂線：相生站 - 播州赤穗站間
- 播但線：姫路站 - 寺前站間

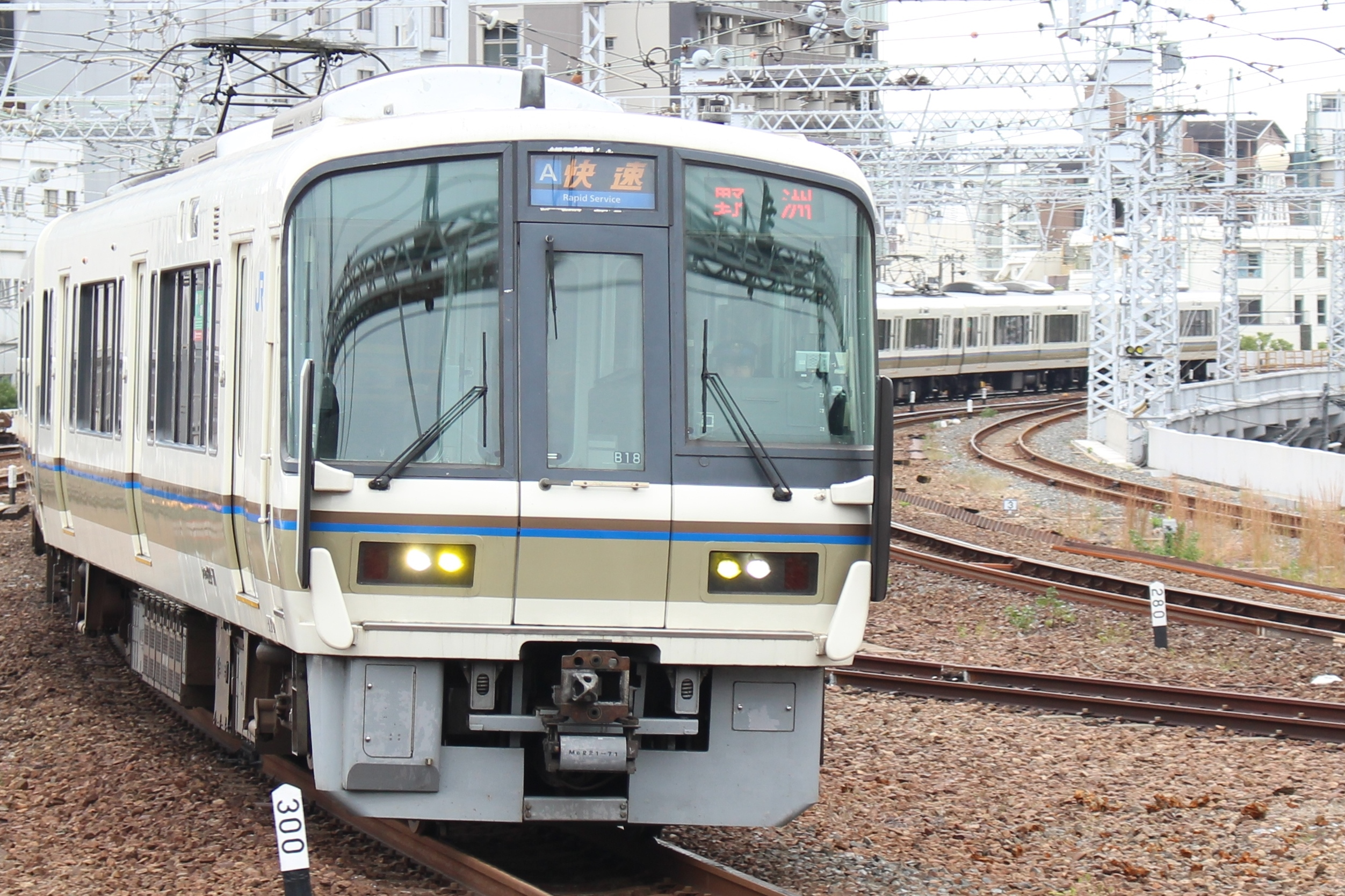
JR神戶線的快速
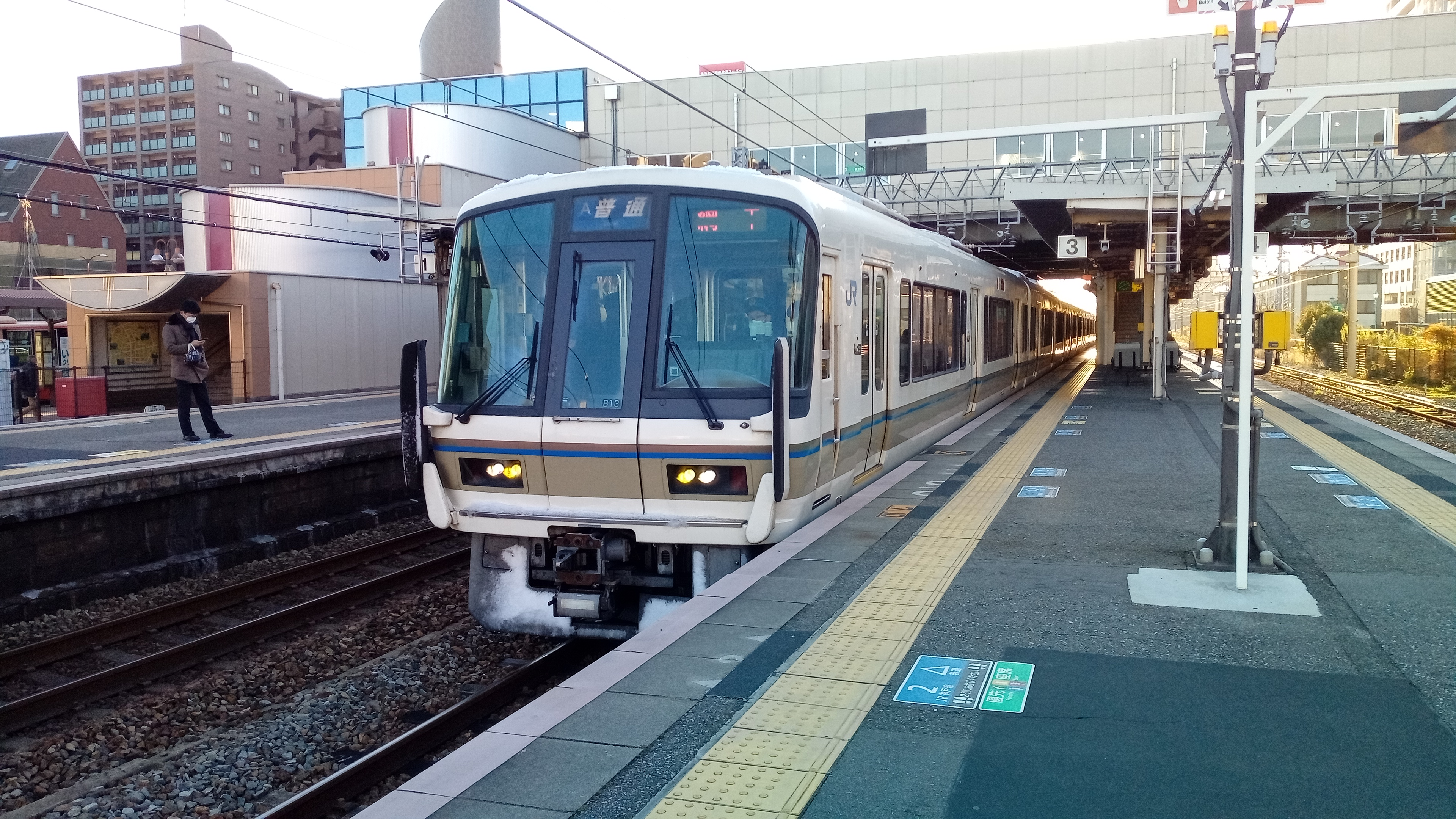
JR神戶線的普通
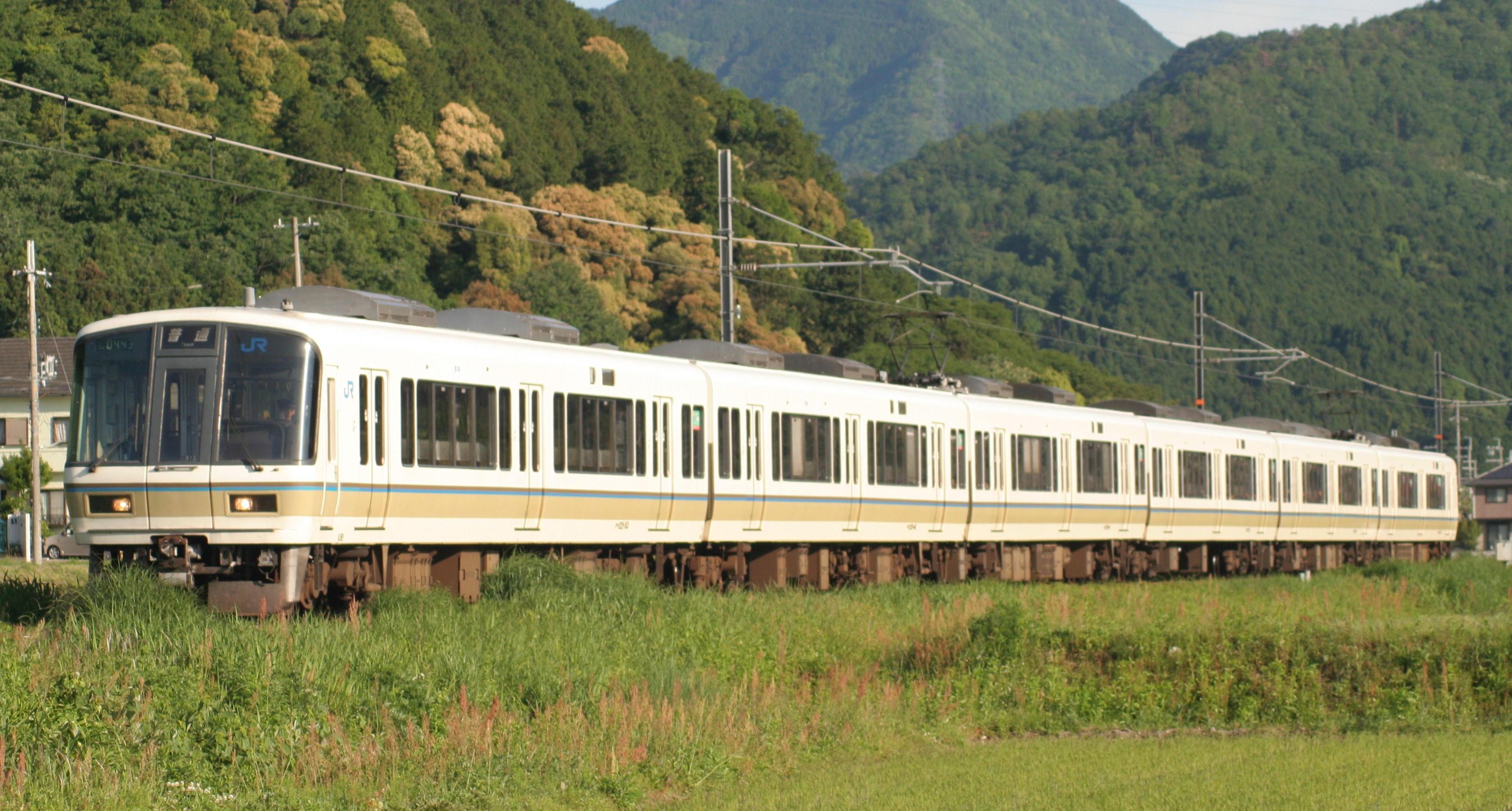
行駛播但線的221系
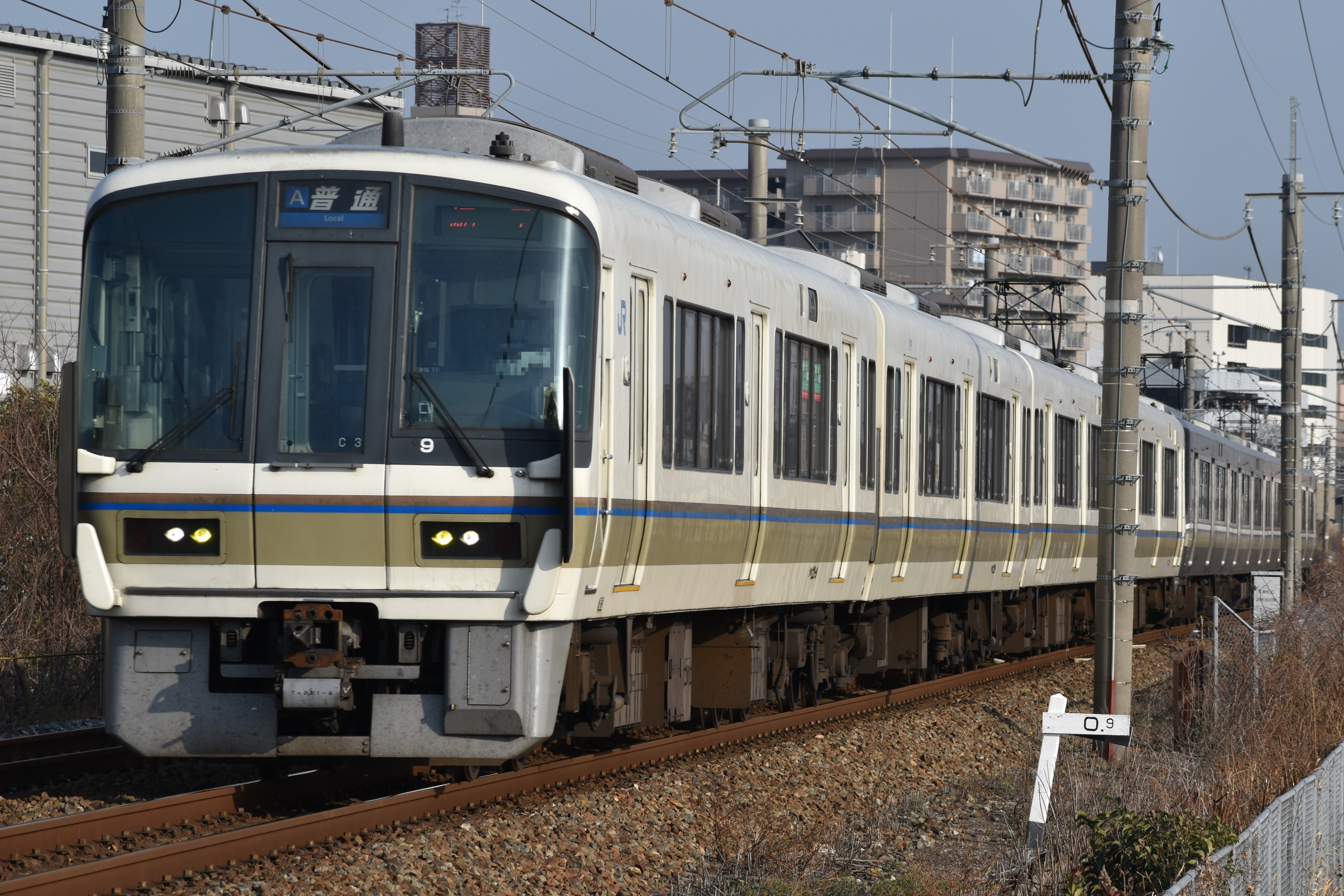
由奈良支所轉屬的編成
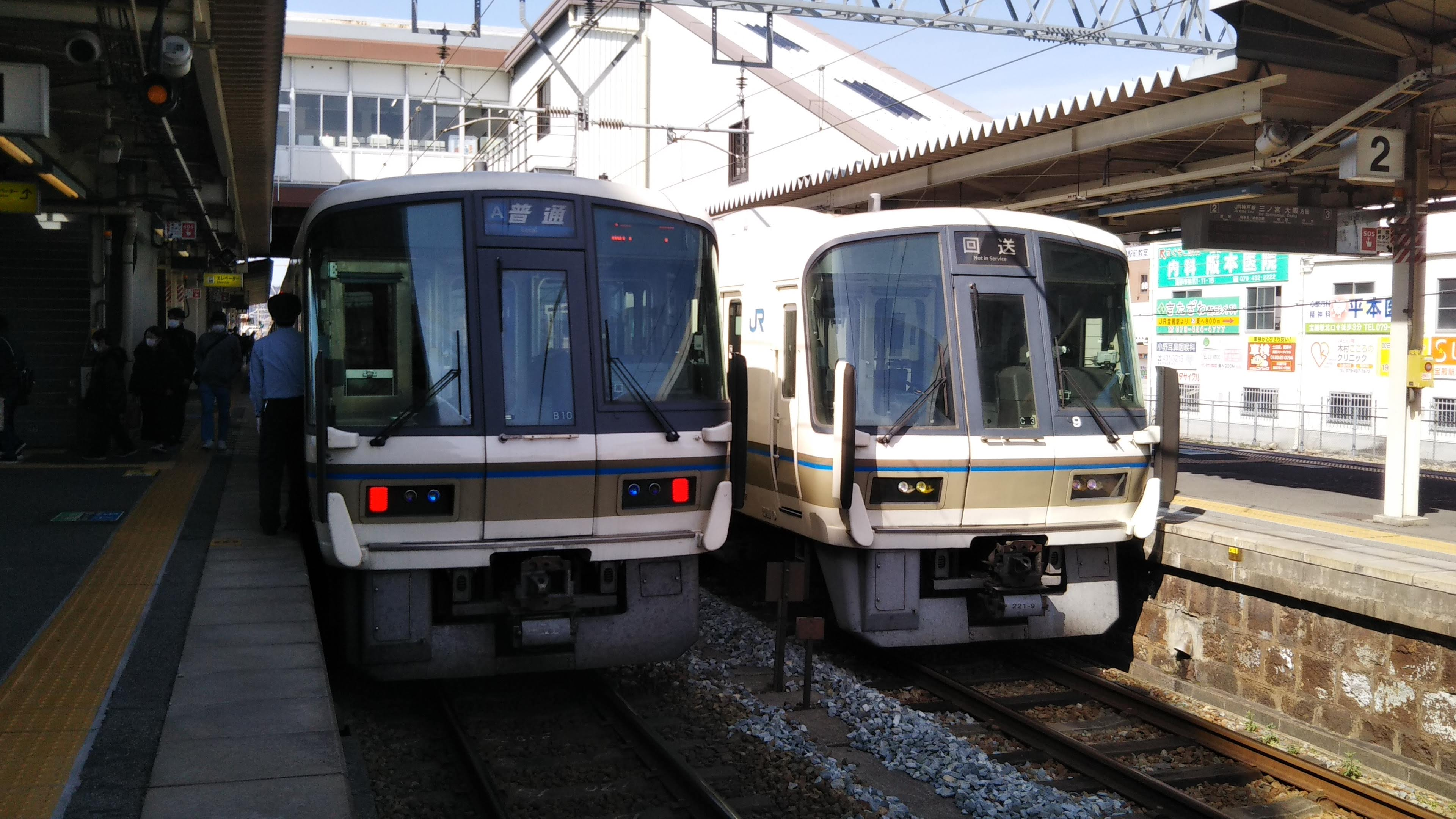
回送

### 吹田綜合車輛所

#### 京都支所
吹田綜合車輛所京都支所配置了4輛編成（K編成）21列，及6輛編成2列(F編成)共96輛。
- 山陰本線（嵯峨野線）：京都站 - 胡麻站間
- 東海道本線（琵琶湖線）：草津站 - 京都站間
- 湖西線：山科站 - 永原站間
- 草津線：全線

2008年2月18日起在嵯峨野線内使用，以替換部分113系・117系京都車。

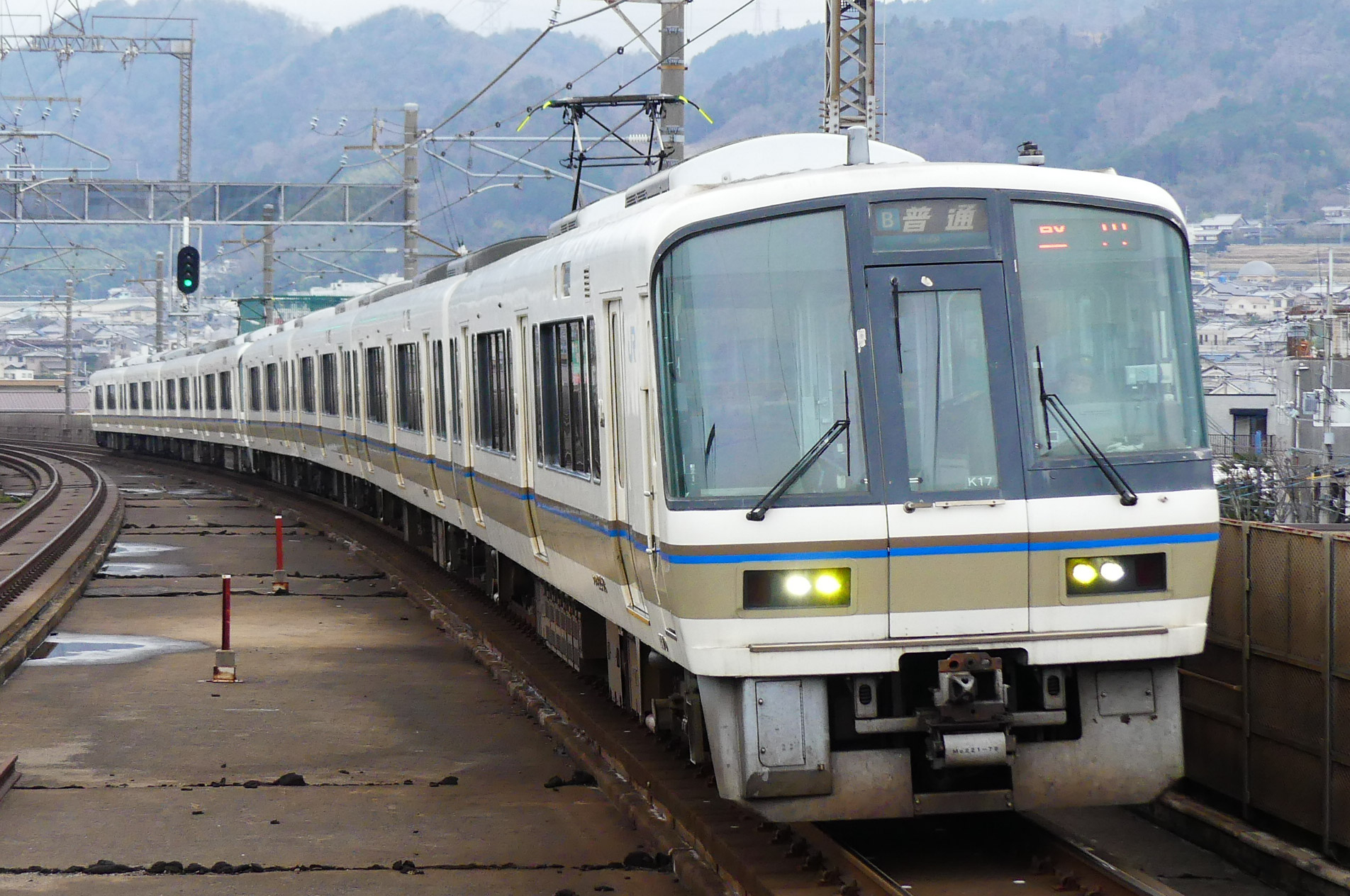
湖西線的普通列車
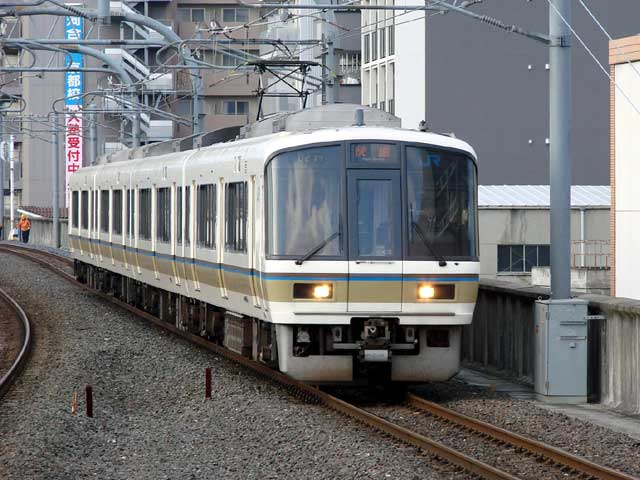
嵯峨野線的普通列車

#### 奈良支所
奈良支所配置了8輛編成（NB編成）9列、6輛編成（NC編成）22列、4輛編成（NA編成）29本共320輛。
- 大阪環狀線：全線
- 關西本線（大和路線）：JR難波站 - 加茂站間
- 奈良線：全線
- 和歌山線：王寺站 - 五條站間
- 櫻井線（万葉まほろば線）：全線
- 大阪東線：全線

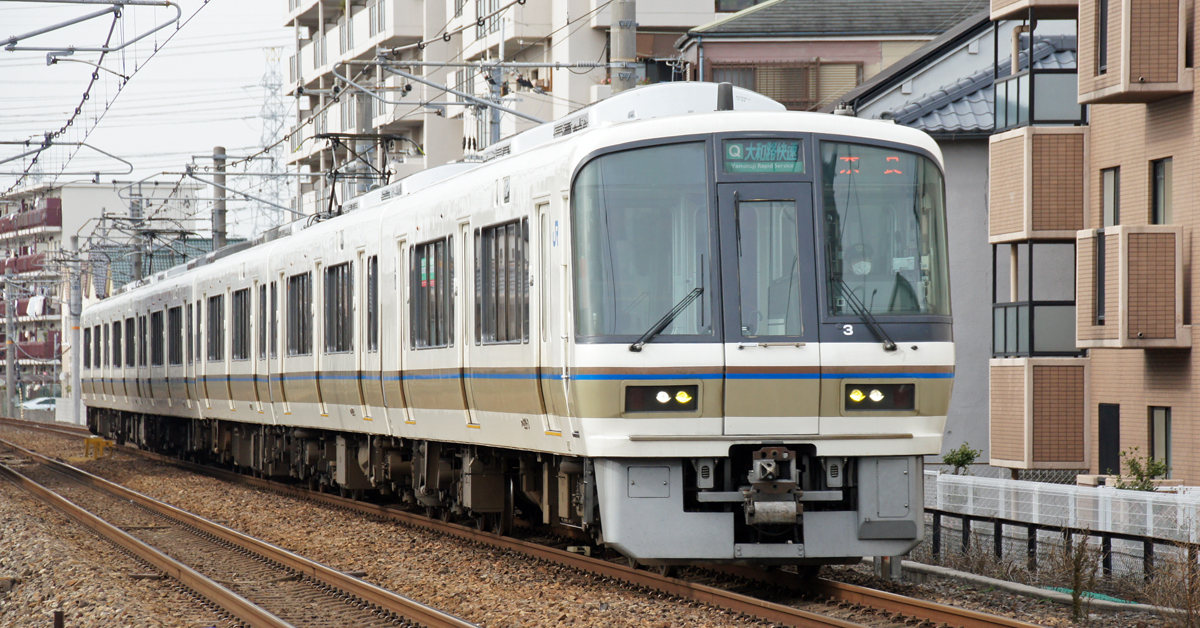
行駛大和路快速的221系6輛編成
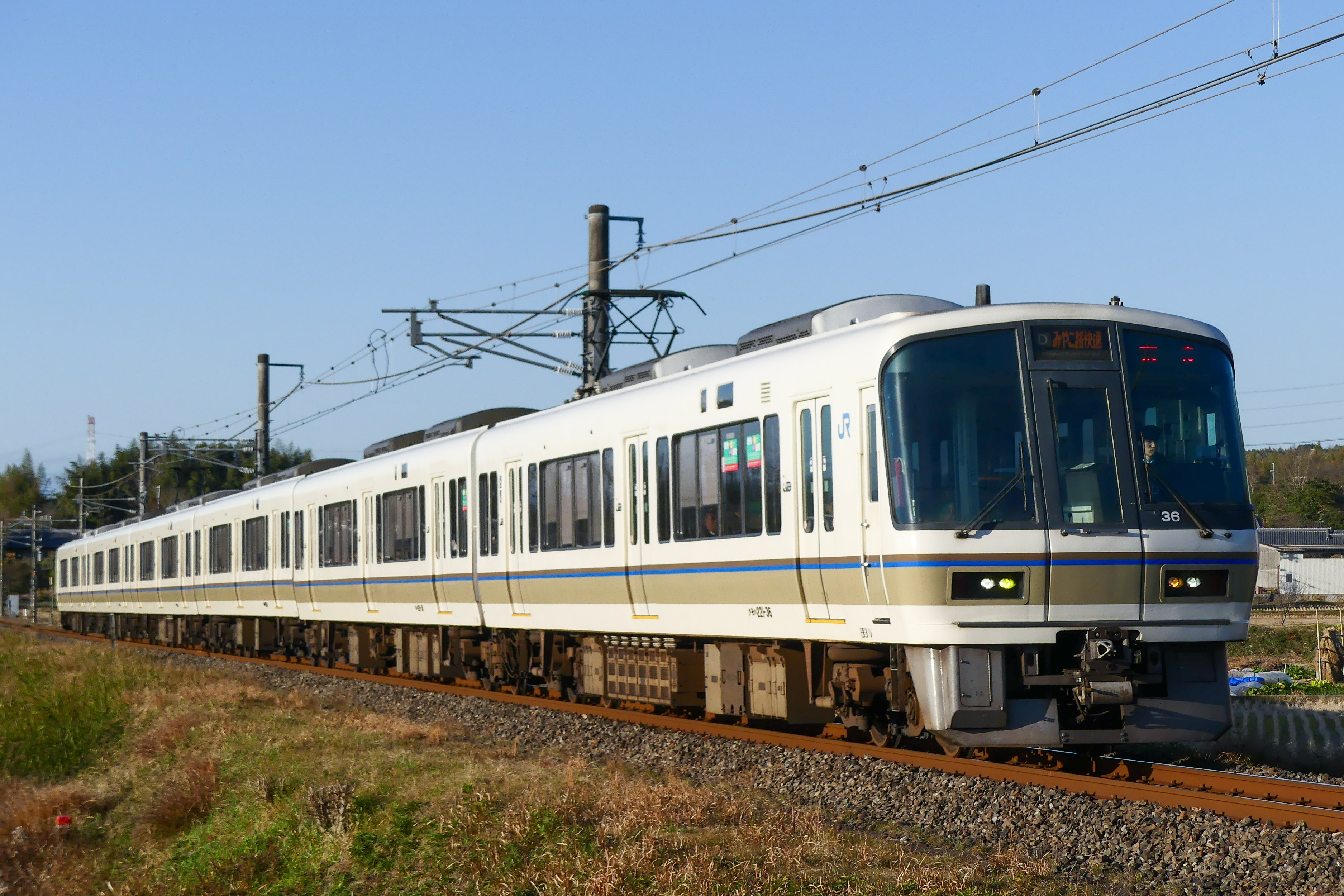
奈良線（都路快速）
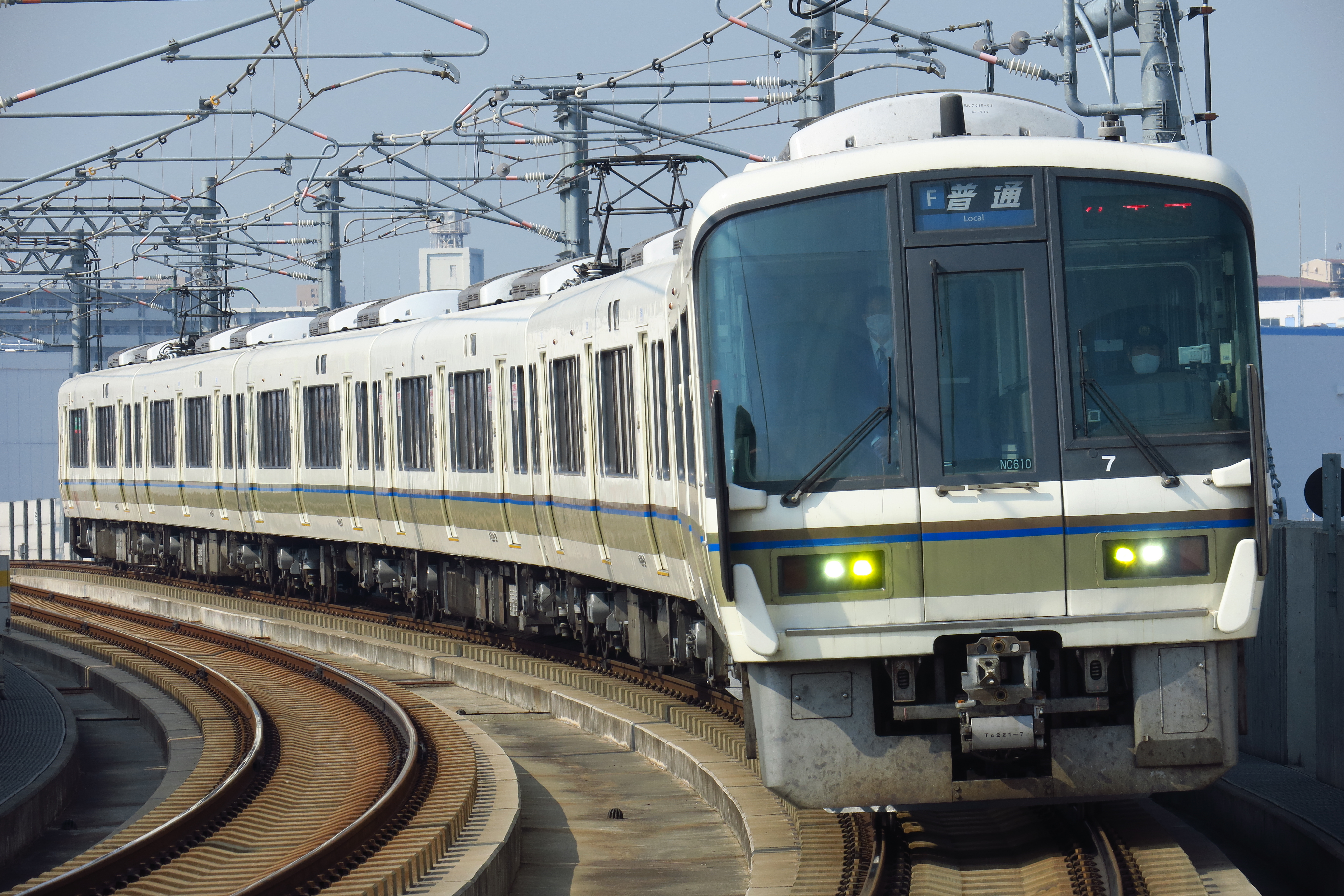
大阪東線的普通運用
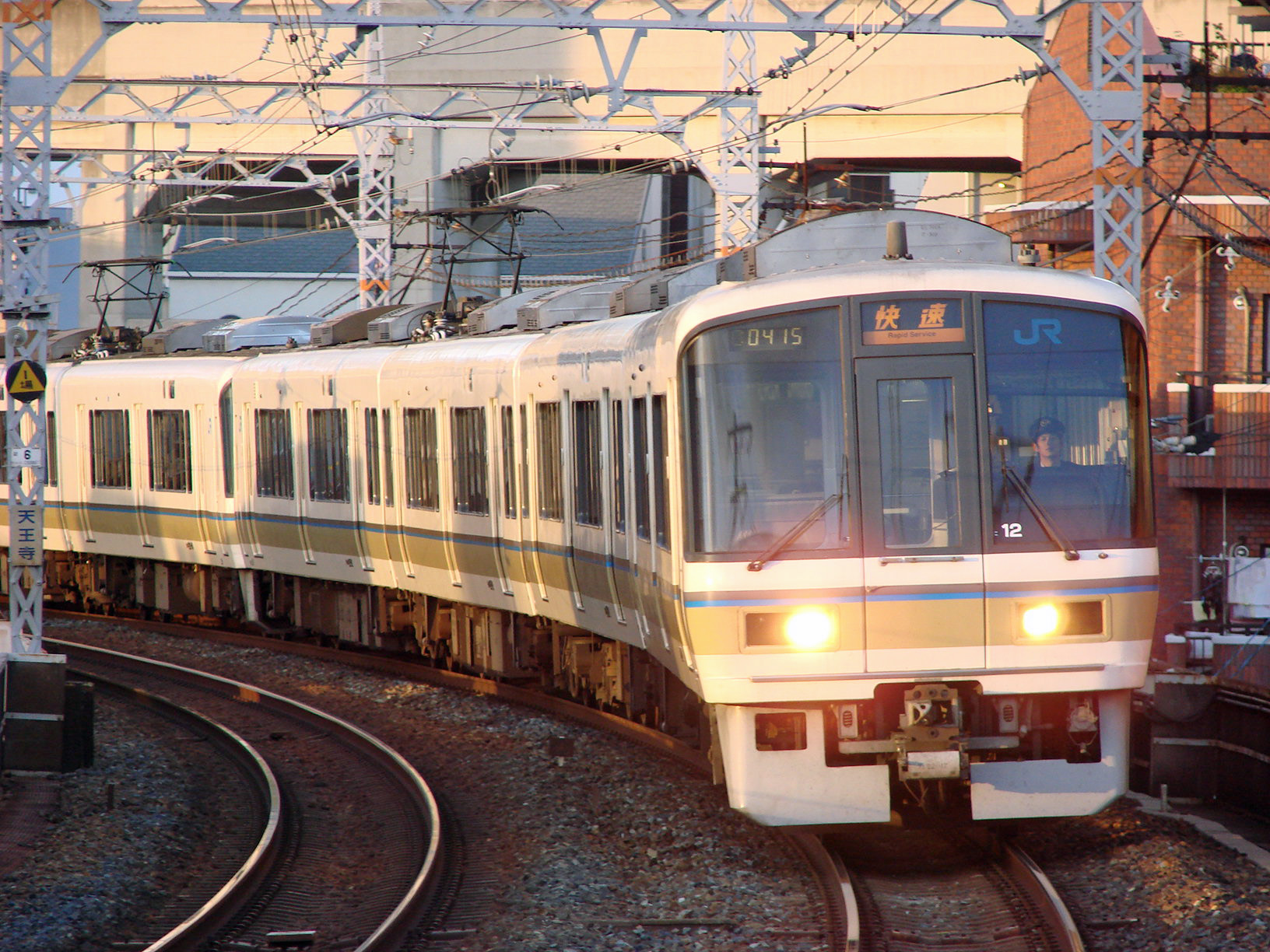
阪和線運用時

## 脚注
1. 1 2  是川崎重工業的委託車輛，名義上是川崎重工業製造。